# Альверінгем
Альверінґем (нід. Alveringem) — бельгійська громада та однойменне місто у провінції Західна Фландрія. Станом на 1 січня 2013 року населення Альверінґема становило 4990 осіб. Загальна площа — 80.01 км².

## Міста

| #    | Назва                             | Площа | Населення (2009) |
| ---- | --------------------------------- | ----- | ---------------- |
| I    | Альверінґем (нід. Alveringem)     | 18,98 | 1599             |
| II   | Урен (нід. Ouren)                 | 2,89  | 51               |
| III  | Сент-Рейкерс (нід. Sint-Rijkers)  | 3,72  | 110              |
| IV   | Ізенберґе (нід. Izenberge)        | 4,51  | 367              |
| V    | Льєсель (нід. Leisele)            | 15,38 | 809              |
| VI   | Гоґстаде (нід. Hoogstade)         | 5,66  | 371              |
| VII  | Гейверінхове (нід. Gijverinkhove) | 3,92  | 320              |
| VIII | Беверен (нід. Beveren)            | 12,35 | 691              |
| IX   | Стáвель (нід. Stavele)            | 12,63 | 660              |

## Населення
- 1971: приєднались Гогстаде, Урен, Сент-Рейкерс
- 1977: приєднались Льєсель та Стáвель